# Gesäuse
Il Gesäuse è un gruppo montuoso alpino delle Alpi dell'Ennstal nelle Alpi Settentrionali di Stiria. Si trova in Austria (Stiria).
Gran parte del gruppo è protetto dal Parco nazionale Gesäuse. Il fiume Enns scorre all'interno del massiccio.

## Classificazione
Secondo la SOIUSA il Gesäuse è un supergruppo con la seguente classificazione:
- Grande Parte = Alpi Orientali
- Grande Settore = Alpi Nord-orientali
- Sezione = Alpi Settentrionali di Stiria
- Sottosezione = Alpi dell'Ennstal
- Supergruppo = Gesäuse
- Codice = II/B-26.I-B

## Suddivisione

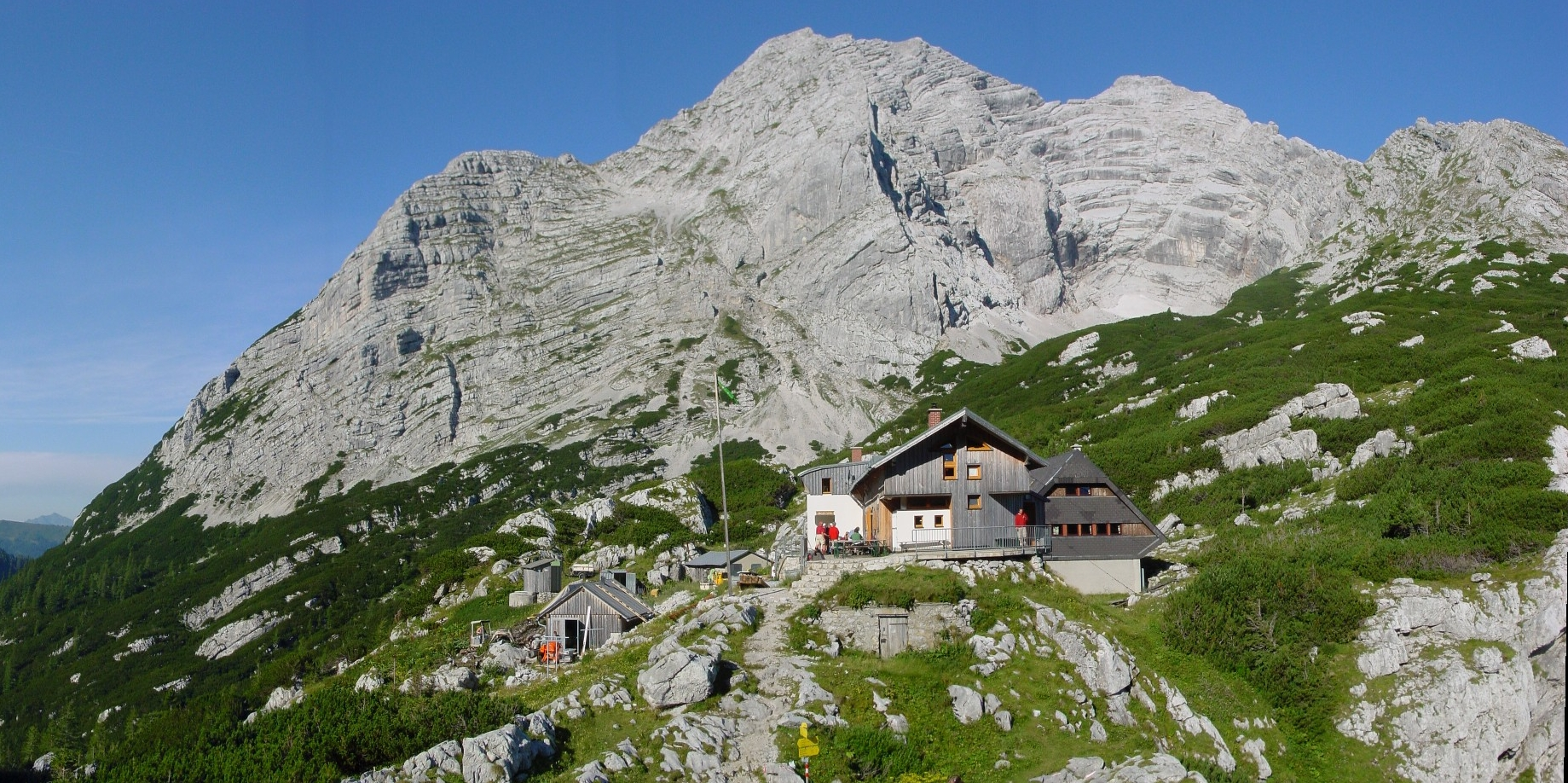
L'Hochtor, montagna più alta.

La SOIUSA lo suddivide in quattro gruppi e dieci sottogruppi:
- Gruppo del Buchstein (3)
  - Massiccio del Großer Buchstein (3.a)
  - Costiera del Kleiner Buchstein (3.b)
  - Massiccio del Tamischbachturm (3.c)
- Gruppo Zinödl-Lugauer (4)
  - Gruppo del Lugauer (4.a)
  - Gruppo dello Zinödl (4.b)
- Gruppo dell'Hochtor (5)
  - Costiera Hochtor-Roßkuppe (5.a)
    - Massiccio dell'Hochtor (5.a/a)
    - Cresta Roßkuppe-Planspitze (5.a/b)

  - Costiera Haindlkarturm-Ödstein (5.b)
- Gruppo dell'Admonter Reichenstein (6)
  - Massiccio dell'Admonter Reichenstein (6.a)
  - Massiccio dello Sparafel (6.b).

Per maggior completezza la SOIUSA suddivide il Gesäuse anche in due settori: Gesäuse Settentrionale formato dal Gruppo del Buchstein ed il Gesäuse Meridionale formato dagli altri tre gruppi.

## Monti
Le montagne principali sono:
- Hochtor - 2.369 m
- Admonter Reichenstein - 2.251 m
- Großer Buchstein - 2224 m
- Lugauer - 2.217 m
- Zinödl - 2.191 m
- Roßkuppe - 2.152 m
- Planspitze - 2.117 m
- Tamischbachturm - 2.035 m
- Kleiner Buchstein - 1.990 m